# Étant donnés (groupe)
 (avril 2010).
Ne pas confondre avec l’œuvre Étant donnés.
Étant donnés est un groupe français formé par deux frères, Éric et Marc Hurtado, nés respectivement en 1959 et 1962. Plasticiens, musiciens, body-performers et réalisateurs de films, leur œuvre très radicale se situe à la pointe de l'avant-garde française.

Ils ont travaillé en collaboration avec Alan Vega, Michael Gira, Genesis P-Orridge, Lydia Lunch, Marc Cunningham, Bachir Attar, Saba komossa.
Ils ont réalisé la musique originale du film La vie nouvelle de Philippe Grandrieux.
Leur nom fait référence à l'ultime œuvre de Marcel Duchamp : Étant donnés.
Marc Hurtado a réalisé la musique du film Hotel de Jessica Hausner, du film Met de Philippe Grandrieux, du film  Grenoble de Philippe Grandrieux et du film  Memento Mori de Mathieu Dufois.
Marc Hurtado a fondé le projet solo Sol Ixent, le groupe Neue Weltumfassende Resistance  avec Gabi Delgado (DAF),  le groupe Hurtacker avec The Hacker (Miss Kittin and The Hacker) et le groupe Hidden Treasure, avec Sky Sunlight Saxon (The Seeds).
En 2010 Marc Hurtado a enregistré l'album Sniper avec Alan Vega.
En 2012 Marc Hurtado a enregistré l'album "2011" avec Vomir.
Onze de leurs films font partie des collections permanentes du Centre Pompidou.

En 2016 (septembre à novembre), La Cinémathèque française  rend hommage à Marc Hurtado, dans le cadre "Cinéma d'avant-garde, contre culture générale" organisée par Nicole Brenez

## Principaux albums
- La vue, 1979 (Bain Total), Bourg-en-Bresse, France
- L'opposition et les cases conjuguées sont réconciliées, 1980 (Bain Total), Bourg-en-Bresse, France
- L'étoile au front, 1981 (Bain Total), Bourg-en-Bresse, France
- Ceux que j’aime / Ce que je hais, 1982 (Bain Total), Bourg-en-Bresse, France
- Plutôt l'exil du cinq doré, 1983 (Vita Nova),  Grenoble, France
- Cent jours clairs / Cinq portes soudées, 1984/1977 (Bain Total), Bourg-en-Bresse, France
- Mon cœur, 1985 (Vita Nova), Grenoble, France
- L'éclipse, 1986  (Staalplaat). Amsterdam, Pays-Bas
- Le sens positif, 1987 (DMA2), Bordeaux, France
- Bruitiste, 1988 (Rrrecords) Lowell, États-Unis
- Aurore, 1990 (Touch), Londres
- Royaume, 1991 (Touch), Londres
- Le sens positif / L'autre rive, CD et livre, 1992 (Staalplaat), Amsterdam, Pays-Bas
- Bleu,1993 (Staaal Plaat), Amsterdam, Pays-Bas
- El Carro, 1993 (G3G), Barcelone, Espagne
- Le sang est le mur de l’étoile, 1998 (Staalplaat), Amsterdam, Pays-Bas
- L'île du bout du monde et la chasse fantastique (1998), CD ROM (L'île verte), Poitiers, France. Musique de deux films de François Augiéras et Paul Placet, inclus dans le livre François Augiéras ou le théâtre des esprits
- Re-Up, 1999 (DSA), Nancy, France (avec Alan Vega, Lydia Lunch, Genesis P-Orridge, Mark Cunningham et Bachir Attar (chef des Maitres musiciens de Jajouka)
- Offenbarung und Untergang d'après Georg Trakl, 1999 (DSA), Nancy, France (avec Michael Gira, Mark Cunningham) et Saba Komossa
- Wonderland 1, CD et livre, 2001 (Wonderland), Besançon, France
- La vie nouvelle, 2003, BO du film La Vie nouvelle de Philippe Grandrieux (Virgin)
- Wide Open, 2004, CD réalisé  par Sol Ixent, projet solo de Marc Hurtado
- Tapes 1977 - 1983,2008 coffret contenant six vinyles et un DVD (Vinyl On Demand), Friedrichshafen, Allemagne
- Sniper, 2010, Marc Hurtado et Alan Vega (Le Son du Maquis/Harmonia Mundi)
- "2011", 2012, Marc Hurtado with Vomir ( Tourette Records ), USA

## Filmographie
- Des autres terres souples (Pré-monde, l'âme ou la vue cède), 1980, réalisé par Éric et Marc Hurtado
- Le soleil, la mer, le cœur et les étoiles, 1983, réalisé par  Marc Hurtado
- Le paradis blanc, 1984, réalisé par Éric et Marc Hurtado
- L'autre rive, 1986, réalisé par Marc Hurtado
- Aurore, 1989, réalisé par Marc Hurtado
- Royaume, 1991, réalisé par Marc Hurtado
- Bleu, 1994, réalisé par  Marc Hurtado
- The infinite mercy film, 2009, portrait de Alan Vega, peintre, sculpteur, réalisé par Marc Hurtado
- Ciel Terre Ciel, 2009, intégré dans le film collectif Outrage & Rebellion, réalisé par Marc Hurtado
- Saturn Drive Duplex , 2011, clip de la chanson Saturn Drive Duplex avec Alan Vega, extrait de l'album Sniper de Marc Hurtado et Alan Vega, réalisé par  Marc Hurtado
- Jajouka, quelque chose de bon vient vers toi , 2012, réalisé par Eric et Marc Hurtado, tourné à Jajouka au Maroc avec Bachir Attar et les Maîtres Musiciens de Jajouka.
- Marc Hurtado with Vomir "First film", 2013, réalisé par Marc Hurtado.